# Médaille pour la bravoure (Azerbaïdjan)
La médaille pour la bravoure ("İgidliyə görə" medalı) est une récompense de l'État de la République d'Azerbaïdjan.

## Histoire
La médaille a été créée le 14 octobre 2016.

## Description
La médaille pour bravoure se compose d'une plaque ronde de diamètre de 36 mm.